# Черандоло, Стив
Сти́вен (Стив) Чера́ндоло (англ. Steven "Steve" Cherundolo, произносится [tʃə'rʌndələʊ]; 19 февраля 1979, Рокфорд, Иллинойс, США) — американский футболист, игравший на позиции защитника. Всю карьеру провёл в одном футбольном клубе — «Ганновер 96». Также выступал за сборную США. Участник трёх чемпионатов мира.

## Карьера игрока

### Клубная
Стив Черандоло родился в Рокфорде, школу окончил в Сан-Диего. Там же начал играть в футбол за школьную команду, которая достаточно успешно выступала на уровне штата, а Стив являлся важным игроком этой команды. Далее учился в Портлендском университете, где продолжал заниматься футболом, в университетской команде «Портленд Пайлотс», выступавшей в Национальной ассоциации студенческого спорта. В своём дебютном сезоне Черандоло получил титул «новичка года» Конференции Западного побережья.
В 1999 году началась профессиональная карьера Черандоло, после того как игрок перебрался в клуб немецкой Второй Бундеслиги «Ганновер 96». Контракт был подписан в конце сезона 1998/99, именно в этом году Стив дебютировал в команде и начал получать игровую практику, успев до окончания чемпионата сыграть в восьми матчах. Следующий сезон, начавшийся для игрока удачно, был омрачён серьёзной травмой колена, из-за которой Черандоло пропустил значительную часть чемпионата и Олимпиаду в Сиднее, однако именно тогда он занял привычную для себя позицию правого защитника. В сезоне 2000/01 Стив продолжает укреплять своё положение в «Ганновере», он играет в 18 матчах, из которых 10 футболист начал с первых минут, а в следующем сезоне Черандоло сыграл уже практически во всех матчах, открыл счёт своим голам за клуб и помог «Ганноверу» пробиться в Бундеслигу.
С момента выхода клуба в элитный дивизион Черандоло является одним из лидеров «Ганновера», стабильно играя в основе команды и являясь её вице-капитаном. В 2006 году игрок отклонил предложение английского клуба «Болтон Уондерерс», а в 2007 подписал новый контракт с «Ганновером». Перед началом сезона 2010/11 американец был назван капитаном клуба.

### Международная
В составе сборной США до 20 лет Черандоло принял участие в молодёжном чемпионате мира 1999 года.
В старшей национальной сборной Черандоло дебютировал 8 сентября 1999 года в матче с командой Ямайки. В 2002 году, заменив травмированного Криса Армаса, был включён в заявку на чемпионат мира, но незадолго до начала мундиаля сам получил повреждения и сыграть не смог.
В 2003 году Черандоло принял участие в розыгрыше Кубка конфедераций.
Стив принимал участие в победном для американцев Золотом кубке КОНКАКАФ 2005 года, но вновь получил травму и значительную часть турнира пропустил. 22 марта 2006 года Стив открыл счёт мячам за национальную команду, забив в ворота немцев (1:4).
В 2006 году защитник во второй раз поехал на чемпионат мира, на этот раз сыграв во всех трёх матчах. В 2009 году Черандоло из-за травмы вновь пропустил успешный для американцев турнир — Кубок конфедераций, однако успел восстановиться к розыгрышу Золотого кубка КОНКАКАФ, на котором выполнял функции капитана команды.
Чемпионат мира 2010 года стал для игрока уже третьем в карьере. Черандоло был основным правым защитником сборной и помог ей выйти в ⅛ финала.
Был включён в состав сборной на Золотой кубок КОНКАКАФ 2011 года.

## Карьера тренера
После завершения игровой карьеры Черандоло остался в системе «Ганновера 96» в качестве ассистента главного тренера команды до 23 лет. 20 апреля 2015 года был повышен до ассистента главного тренера первой команды «Ганновера 96». После окончания сезона 2014/15 стал главным тренером команды до 17 лет в академии «Ганновера».
30 января 2018 года Черандоло перешёл в «Штутгарт», где стал помощником нового главного тренера Тайфуна Коркута. В ноябре 2018 года был включён в тренерский штаб сборной США временным тренером Дейвом Сараканом.
20 августа 2020 года присоединился к сборной Германии до 15 лет в качестве ассистента главного тренера.
12 марта 2021 года Черандоло был назначен главным тренером клуба Чемпионшипа ЮСЛ «Лас-Вегас Лайтс».
3 января 2022 года было объявлено о назначении Черандоло на пост главного тренера клуба MLS «Лос-Анджелес». В сезоне 2022 года клуб под его руководством выиграл Кубок MLS и Supporters’ Shield. В 2023 году клуб вышел в финалы Лиги чемпионов КОНКАКАФ и Кубка MLS, но оба проиграл. 20 декабря 2023 года контракт Черандоло с «Лос-Анджелесом» был продлён на несколько лет.

## Достижения
Как игрока
«Ганновер»
- Победитель Второй Бундеслиги: 2001/02

Сборная США
- Победитель Золотого кубка КОНКАКАФ: 2005

Как тренера
«Лос-Анджелес»
- Чемпион MLS (обладатель Кубка MLS): 2022
- Победитель регулярного чемпионата MLS: 2022

## Вне футбола
Стив живёт в северной части Ганновера, во время зимнего перерыва в Бундеслиге часто уезжал на родину в США. Другом Черандоло является другой американский футболист Клинт Мэтис, который в одном из сезонов выступал за «Ганновер» и был одноклубником Стива.
Черандоло — один из основателей ганноверской благотворительной организации «Kinderherz Hannover e.V.», занимающейся вопросами болезней сердца среди детей, а также детской кардиохирургии.